# Okres Chomutov
Chomutov (Duits: Komotau) is een district (Tsjechisch: Okres) in de Tsjechische regio Ústí nad Labem. De hoofdstad is Chomutov. Het district bestaat uit 44 gemeenten (Tsjechisch: Obec). De okres is op te delen in vier gebieden:
- Ertsgebergte (Krušné hory), een populair wintersportgebied.
- Mostecký úval, een bruinkoolwinningsgebied.
- Žatecká pánev, een landbouwgebied.
- Doupovské hory, een gebied wat grotendeels militair oefenterrein is.

## Lijst van gemeenten
De obce (gemeenten) van de okres Chomutov. De vetgedrukte plaatsen hebben stadsrechten. De cursieve plaatsen zijn steden zonder stadsrechten (zie: vlek).
Bílence - Blatno - Boleboř - Březno - Černovice - Domašín - Droužkovice - Hora Svatého Šebestiána - Hrušovany - Chbany - Chomutov - Jirkov - Kadaň - Kalek - Klášterec nad Ohří - Kovářská - Kryštofovy Hamry - Křimov - Libědice - Loučná pod Klínovcem - Málkov - Mašťov - Měděnec - Místo - Nezabylice - Okounov - Otvice - Perštejn - Pesvice - Pětipsy - Račetice - Radonice - Rokle - Spořice - Strupčice - Údlice - Vejprty - Veliká Ves - Vilémov - Vrskmaň - Všehrdy - Všestudy - Výsluní - Vysoká Pec

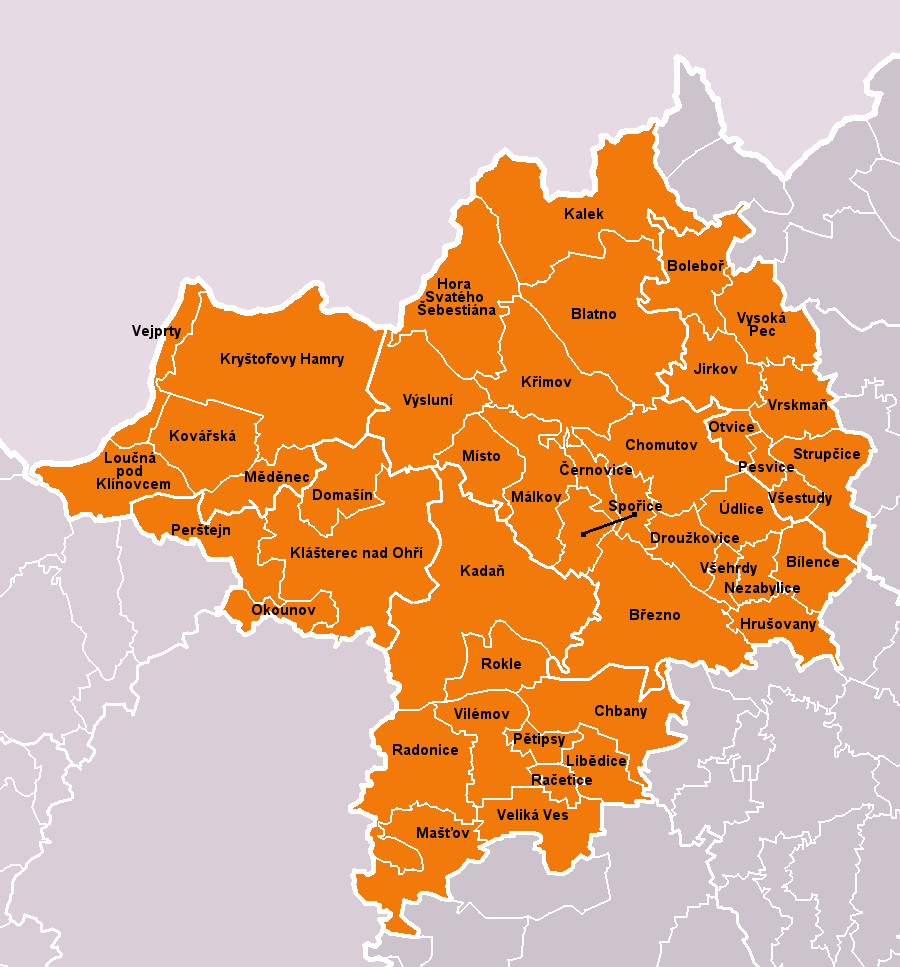
Gemeenten van okres Chomutov

Děčín · Chomutov · Litoměřice · Louny · Most · Teplice · Ústí nad Labem